# Henry Kellett

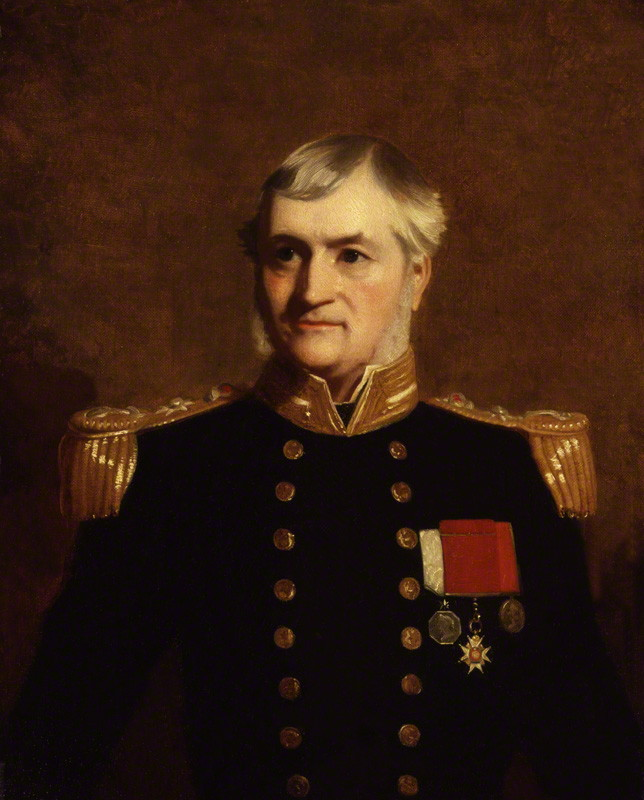
Sir Henry Kellett

Sir Henry Kellett (* 2. November 1806 in Clonabody, Irland; † 1. März 1875 ebenda) war ein britischer Marineoffizier, Polarforscher und Ozeanograph. Er war an der Suche nach der vermissten Franklin-Expedition und der damit verbundenen Entdeckung der Nordwestpassage durch Robert McClure beteiligt.

## Leben
Kellett trat 1822 in die Royal Navy ein, segelte unter William Fitzwilliam Owen und Edward Belcher und wurde 1828 zum Lieutenant befördert. Er nahm am Ersten Opiumkrieg teil und wurde in dessen Verlauf 1841 in den Rang eines Commander und 1842 zum Captain befördert. 1845 wurde ihm das Kommando über die Fregatte Herald erteilt, die im Pazifik vor Mittelamerika patrouillierte. Mit an Bord war unter anderem der deutsche Naturforscher Berthold Seemann. 1849 dann wurde er nach Norden zur Beringstraße abkommandiert, um zusammen mit Thomas E. L. Moore und dessen Schiff Plover die Suche nach Franklins Expedition von Westen her zu unterstützen. Am 31. Juli 1850 begegnete ihm dabei am nördlichen Ausgang der Beringstraße das ebenfalls zur Rettung Franklins ausgelaufene Schiff Investigator unter Robert McClure. Kellett legte McClure zwar nahe, die Fahrt fürs Erste nicht weiterzuführen, da die Investigator das eigentlich führende Schiff der Gruppe, die Enterprise unter Richard Collinson, weit hinter sich gelassen hatte; McClure jedoch setzte seine Fahrt ohne seinen Vorgesetzten fort. Kelletts eigene Suchexpedition verlief, bis auf die Entdeckung der Herald-Insel, erfolglos, und er kehrte 1851 nach England zurück. Im folgenden Jahr bot sich ihm die Gelegenheit, als zweiter Mann unter Edward Belcher an einer weiteren großangelegten Suchaktion der Royal Navy teilzunehmen, und er nahm so das Kommando über die Resolute an. Die Expedition führte diesmal von Osten durch die Baffin Bay in die kanadische Arktis hinein. Man ließ das Versorgungsschiff North Star bei der Beechey-Insel zurück, und Belcher erkundete mit seinen Schiffen Assistance und Pioneer die Gegend nördlich des Wellington Channels, während Kelletts Resolute zusammen mit dem Dampfer HMS Intrepid unter dem später berühmten Francis Leopold McClintock in Richtung Westen zur Melville-Insel vorstoßen sollten. Dabei lag ihr Augenmerk auch darauf, aufzuklären, was der seit beinahe einem Jahr vermissten Investigator zugestoßen sei, die in dieser Gegend vermutet wurde. Resolute und Intrepid wurden vor Dealy Island winterfest gemacht, als eine Schlittenexpedition im Herbst 1852 80 km weiter westlich auf eine von McClure in einem Steinmann deponierte, auf das Frühjahr 1852 datierte Nachricht stieß:
Die Mannschaft der Investigator habe per Schlitten die Existenz der Nordwestpassage nachgewiesen, das Schiff liege bisher noch in der Mercy Bay fest, einer schmalen Bucht im Norden von Bank’s Island, man werde nun im Sommer versuchen, die Passage mit dem Schiff zu komplettieren. Davon, weitere Leben auf der Suche nach der Investigator zu riskieren, sei bitte abzusehen.
Kellett war klar, die Investigator konnte die Durchfahrt nicht komplettiert haben und müsste folglich wohl noch irgendwo zwischen der Mercy Bay und Melville-Insel zu finden sein. Jedoch machte der schnell einbrechende arktische Winter es unmöglich, bis zum Frühjahr des kommenden Jahres Suchtrupps zur Investigator zu schicken. Im März 1853 schließlich gelang es Lieutenant Bedford Pim von der Resolute trotz bitterer Kälte, mit Hundeschlitten zur 250 Kilometer entfernten Mercy Bay durchzudringen, wo er die seit zwei Wintern festsitzende Investigator mit ihrer skorbutgeschwächten und unterernährten Mannschaft vorfand. Auf Kelletts Befehl und gegen McClures Einwände wurde die Investigator von ihrer Mannschaft aufgegeben, und die Reise in Richtung Dealy Island angetreten. Bei der Heimreise blieben schließlich Kelletts Schiffe selbst bei der Bathurst-Insel in der heutigen Resolute Bay im Eis stecken und verbrachten hier den Winter 1853/54. Auch die Schiffe von Kelletts Vorgesetztem Belcher saßen im Eis weiter nördlich in dichtem Packeis fest, und dieser gab schließlich im April 1854 per Schlittentrupp den Befehl, die Schiffe aufzugeben. Kellett protestiere gegen die in seinen Augen völlig unbegründete Entscheidung seines Vorgesetzten, musste sich jedoch schließlich am 15. Juni dessen Autorität beugen und zusammen mit der Crew der Investigator über das Eis nach Beechey-Insel wandern. Die Männer wurden dort von der North Star sowie den hinzugekommenen Versorgungsschiffen HMS Phoenix und HMS Talbot aufgenommen und nach England gebracht.
In England wurde Kellett sein tadelloses Vorgehen und sein Protest gegen das unverhältnismäßige Handeln Belchers zugutegehalten, der sich zwar darauf berufen konnte, dass ihm seine Einsatzpapiere in dieser Situation vollste Handlungsfreiheit ließen, dessen Ruf in der Admiralität und der Öffentlichkeit jedoch zeitlebens stark beschädigt blieb – insbesondere, als am 16. September [1855] die Resolute fast 2000 Kilometer von ihrem letzten Liegeplatz entfernt in der Baffin Bay treibend von einem amerikanischen Walfangboot gesichtet wurde. Die Resolute war sogar noch in seetüchtigem Zustand und konnte von der Mannschaft des Walfängers in Sicherheit gesegelt werden. Die amerikanische Regierung kaufte schließlich das Schiff und gab es von Grund auf wiederhergestellt in einem feierlichen Akt als Zeichen des guten Verhältnis zwischen beiden Ländern der britischen Krone zurück, die sich wiederum mit einem aus ihrem Holz gefertigten prunkvollen Schreibtisch bedankte, der bis heute im Oval Office des Weißen Hauses dem jeweiligen Präsidenten der Vereinigten Staaten als Möbel dient.
Als McClure wiederum für seine Durchquerung der Nordwestpassage per Schlitten die Hälfte des ursprünglich ausgeschriebenen Preisgeldes von 20.000 Pfund Sterling erhalten sollte (was in heutigem Geldwert etwa 1,6 Millionen Pfund entspräche), weigerte sich dieser vor dem mit der Preisvergabe betrauten parlamentarischen Ausschuss kategorisch, die Notwendigkeit von Kelletts Mithilfe anzuerkennen, und verteilte somit das Preisgeld ausschließlich unter der Mannschaft der Investigator.
1862 wurde er zum Rear-Admiral und 1868 zum Vice-Admiral befördert. Am 2. Juni 1869 wurde er als Knight Commander des Order of the Bath geadelt.
Kellett schied 1871 aus dem Dienst der Navy aus und starb schließlich 1875 in seiner Heimatstadt Clonabody, Irland.
Mehrere Orte in Hongkong sind nach Kellett benannt: Kellett Island, Mount Kellett und Kellett Bay.